# علیبگاوسی
علیبگاوسی (به لاتین: Alibegovci) یک منطقهٔ مسکونی در بوسنی و هرزگوین است که در جمهوری صرب بوسنی واقع شده‌است.